# Akhlaqur Rahman Kidwai
Akhlaqur Rahman Kidwai (Hindi अख्लाक उर रहमान किदवई Akhlāk ur Rahamān Kidavaī, auch अख्लाकुर रहमान किदवई; * 1. Juli 1920 in Baragaon, Distrikt Varanasi, United Provinces, heute Uttar Pradesh; † 24. August 2016 in Neu-Delhi) war ein indischer Chemiker, Hochschullehrer und Politiker des Indischen Nationalkongresses (INC), der von 1979 bis 1985 sowie erneut 1993 bis 1998 Gouverneur von Bihar, zwischen 1998 und 1999 Gouverneur von Westbengalen sowie zwischen 2000 und 2004 Mitglied der Rajya Sabha war. Im Anschluss war er von 2004 bis 2009 Gouverneur von Haryana sowie zugleich 2004 Gouverneur von Punjab, 2004 Administrator von Chandigarh und 2007 Gouverneur von Rajasthan war. Für seine Verdienste wurde ihm am 26. Januar 2011 der Padma Vibhushan verliehen.

## Leben

### Hochschullehrer und Vize-Minister
Kidwai absolvierte nach dem Schulbesuch zunächst ein grundständiges Studium an der Nationalen Islamischen Universität (Jamia Millia Islamia) in Aligarh, das er 1940 mit einem Bachelor of Arts (B.A.) abschloss. Ein postgraduales Studium im Fach Chemie an der University of Illinois beendete er 1948 mit einem Master of Science (M.Sc.) und erwarb darüber hinaus 1950 einen Doctor of Philosophy (Ph.D.) an der Cornell University. Nach seiner Rückkehr übernahm er eine Professur für Chemie an der Jamia Millia Islamia und war dort zeitweilig auch Leiter der Abteilung Chemie sowie Dekan der Fakultät für Naturwissenschaften.
1967 wurde Kidwai Vorsitzender der Kommission für den öffentlichen Dienst und übte dieses Amt bis 1979 aus. In dieser Zeit bekleidete er in der zweiten Regierung von Premierministerin Indira Gandhi zwischen 1974 und 1976 auch das Amt des Vize-Ministers für Eisenbahnen sowie anschließend von 1976 bis 1977 das des Vize-Ministers für Handel.

### Gouverneur und Mitglied der Rajya Sabha
Am 19. September 1979 wurde Kidwai als Nachfolger von Krishna Ballabh Narayan Singh erstmals Gouverneur des Bundesstaates Bihar und übte dieses Amt bis zu seiner Ablösung durch P. Venkatasubbaiah am 15. März 1985 aus. Zugleich fungierte er zwischen 1983 und 1990 als Kanzler der Nationalen Islamischen Universität in Aligarh. Als Nachfolger von Mohammad Shafi Qureshi wurde er am 14. August 1993 zum zweiten Mal Gouverneur von Bihar und verblieb auf diesem Posten bis zum 26. April 1998; am darauf folgenden Tag wurde er von Sunder Singh Bhandari abgelöst.
Kidwai selbst, der 1998 auch Vorsitzender des B. R. Ambedkar-Zentrums für biomedizinische Forschung der University of Delhi wurde, übernahm am 27. April 1998 von K. V. Raghunatha Reddy das Amt des Gouverneurs von Westbengalen, das er bis zu seiner Ablösung durch Shyamal Kumar Sen am 18. Mai 1999 ausübte.
Am 28. Januar 2000 wurde er für die Kongresspartei Mitglied der Rajya Sabha, des Oberhauses des indischen Parlaments, dem er bis zum 6. Juli 2004 angehörte. Danach wurde er am 7. Juli 2004 Nachfolger von Om Prakash Verma als Gouverneur des Bundesstaates Haryana und bekleidete dieses Amt bis zu seiner Ablösung durch Jagannath Pahadia am 27. Juli 2009. Zugleich war er als Nachfolger Vermas vom 3. November 2004 bis zu seiner Ablösung durch Sunith Francis Rodrigues am 15. November 2004 Gouverneur von Punjab sowie in Personalunion vom 3. November 2004 als Nachfolger Vermas bis zu seiner Ablösung durch Rodrigues am 15. November 2004 auch Administrator des Unionsterritoriums Chandigarh. Des Weiteren bekleidete er neben seinem Amt als Gouverneur von Haryana als Nachfolger von Pratibha Patil vom 23. Juli 2007 bis zu seiner Ablösung durch Shailendra Kumar Singh am 6. September 2007 auch das Amt des Gouverneurs von Rajasthan.
Für seine Verdienste wurde ihm am 26. Januar 2011 der Padma Vibhushan verliehen, der nach dem Bharat Ratna der zweithöchste indische zivile Verdienstorden ist.
Aus seiner Ehe mit Shrimati Jamila Kidwai gingen zwei Söhne und vier Töchter hervor.